# Steel (film 2015)
Steel è un film del 2015 diretto da Sven J. Matten.

## Trama
Daniel, giornalista televisivo di successo caduto in una profonda depressione. La paura, la paranoia e la disperazione sembrano avere la meglio su di lui, ma Daniel non si arrende e cerca di riconquistare ciò che un tempo era suo.

## Distribuzione
Il film è stato distribuito nei cinema canadesi nel 2015 dalla Filmoption International.
Negli Stati Uniti è stato distribuito nei cinema il 17 novembre 2015 dalla Breaking Glass Pictures.

## Riconoscimenti
- 2016 - ACTRA Awards[1]
  - Nomination Most Outstanding Performance by a Female Artist - Theatrical Release a Tamara Gorski